# 格隆河 (芒法爾河支流)
47°51′13″N 12°01′01″E / 47.85368817375864°N 12.016897201538086°E

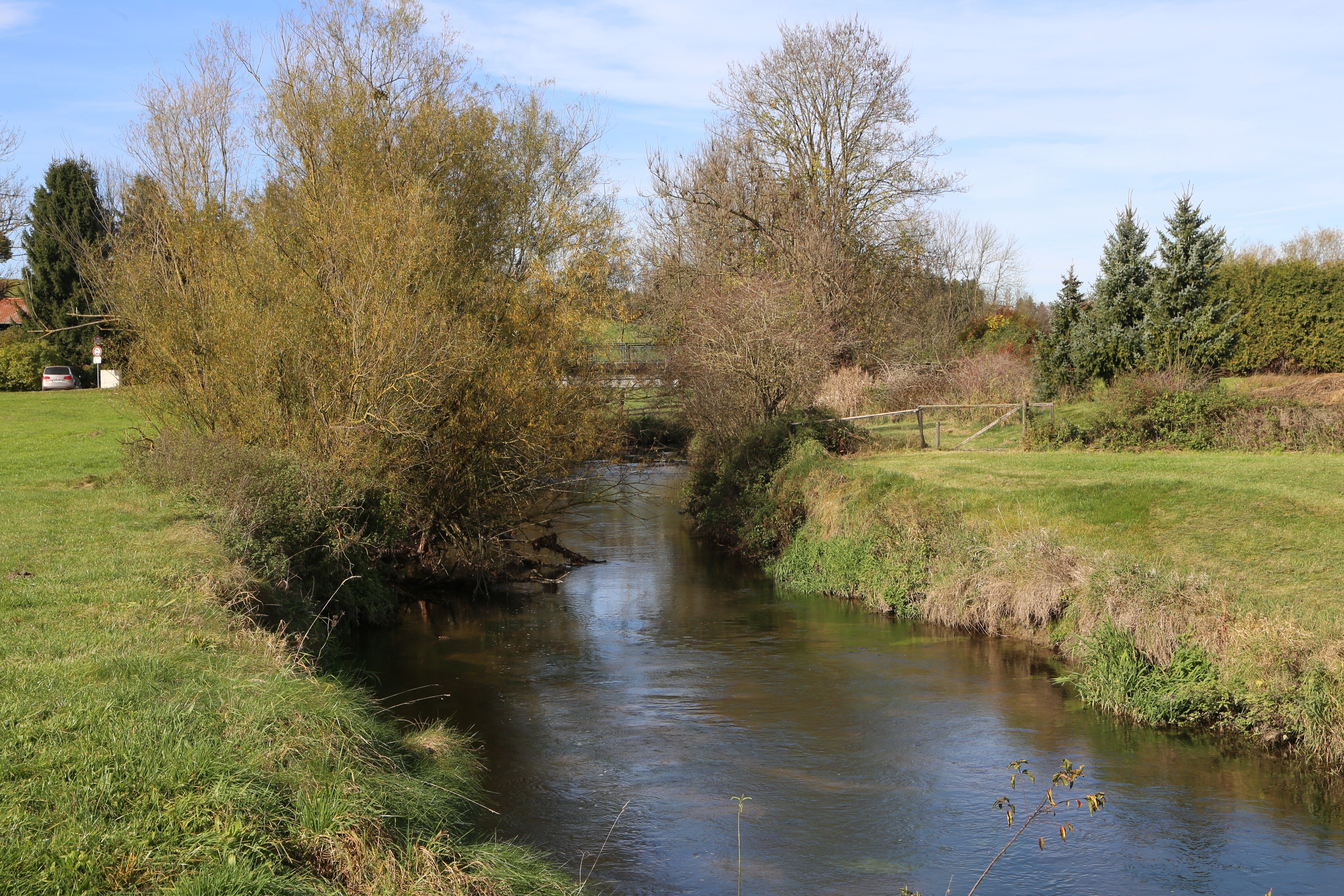
格隆河

格隆河（德語：Glonn）是德國巴伐利亞州的河流，位於該國東南部，屬於芒法爾河的支流，河道全長29公里，流域面積146平方公里，發源自格隆附近，河口處在巴特艾布靈附近。